# Mad Mod
Mad Mod (en español conocido como "Demente Mod"), es un personaje ficticio, concebido como supervillano creado como enemigo menor de los Teen Titans, y desarrollado por la editorial DC Comics. Creado por Bob Haney y Nick Cardy, apareció por primera vez en las páginas de Teen Titans Vol. 1 #7 (enero-febrero de 1967)

## Biografía del personaje ficticio
Uno de los primeros villanos que amenazó a la primera formación de los Teen Titans, Mad Mod (Neil Richards) era un diseñador de moda de Carnaby Street sin superpoderes especiales. Su nombre se deriva del estilo Mod, popular en Gran Bretaña de los años 60. Usó su etiqueta como fachada para contrabandear productos dentro de su ropa. Después de ser frustrado sus planes, más tarde se urdió un complot para robar las joyas de la reina de Inglaterra, pero nuevamente fue detenido por los Titanes.
El personaje no volvería aparecer desde la cancelación del volumen 1 de los Teen Titans, e incluso estuvo ausente en la serie de (1980-1994) en la era de Marv Wolfman. El personaje volvería con los Teen Titans de Dan Jurgens de mediados de los años 90, como versión aliada del equipo de Titanses que respaldaba el señor Júpiter. Se mostraba en esta ocasión que el personaje dejó el crimen hace años y se dedicó a utilizar su talento como diseñador de modas, cuando diseñó los trajes de los Titanes de Jurgens. La línea de ropa de los personaes se mencionarían más tarde en varios títulos de los Teen Titans, con la implicaicón de que Mod es un diseñador de ropa popular a la par de otros diseñadores de moda del mundo real en el Universo DC.

### Los Nuevos 52 /DC: Renacimiento
En la etapa reinicio Los Nuevos 52, mad Mod era miembro conocido de un grupo conocido como "Diablo", que buscan evitar que los Teen Titans originales recuperen sus recuerdos como encarnación original del grupo. Mad Mod es retratado como una figura hipster en lugar de un "Mod" completo con un bigote manillar, mucho más joven que su predecesor de la versión pre-y post-crisis. Mad Mod interroga a la superheroína Bumblebee después de que su esposo fuese secuestrado por Mister Twister, a quien "Diablo" intenta detener. Cuando Mad Mod se da cuenta de que los Titantes recuperaron sus recuerdos tras sus actividades pasadas, Mad Mod ordena matar al equipo para evitar que Mister Twister los use para llevar a cabo un oscuro ritual.

## Poderes y habilidades
Durante sus apariciones como Mad Mod (Demente Mod en español) no tiene poderes a diferencia de la contrapartida de la serie animada de los Teen Titans, en el que tiene el poder de robar la juventud a sus oponentes o víctimas. Sin embargo, en los cómics combinaba sus habilidades y astucia de los negocios como diseñador de modas para llevar a cabo sus crímenes, utilizando una indumentaria para llamar la atención y hábiles maniobras de ingenio criminal para articular sus planes con trampas. Generalmente se destaca que sus planes se basaban en el uso de personal que trabaja como su fuerza de choque y que a su vez le sirven para cometer sus fechorías.

## Término Mad Mod
El término "Mad Mod, Poet God" fue utilizado por Peter Milligan para otro personaje de DC no relacionado con Shade, el Hombre Cambiante. Otro personaje de DC no relacionado con Neal Richards es Mad Mod Witch de The Unexpected, que más tarde se reveló como residente de la dimensión Dreaming conocido como "The Fashion Thing ".

## Versiones alternativas
En el futuro alternativo del arco Titans Tomorrow, los Titanes lucharon contra una marca de productos sintéticos Mad Mod. Más tarde mencionaron que mataron a Mad Mod.

## Apariciones en otros medios

### Televisión
- Mad Mod es recordado por su aparición en la serie animada del 2003 Teen Titans.
- También apareció en los cortos de New Teen Titans de DC Nation Shorts.
- Reaparecería en la serie Teen Titans Go!.

### Otros
- Videojuegos: El personaje desbloqueable en el videojuego de Teen Titans, en el modo "Master of Games".
- Comic de serie animadas para Televisión: mad Mod apareció en el cómic de la serie animada Teen Titans del 2003 y en el cómic de la serie animada de Batman: The Brave and the Bold.